# 柳蓓莉
柳蓓莉（？—），中国退役女子手球运动员。曾代表中国国家队参加1988年夏季奥林匹克运动会女子手球比赛，最终队伍获得第六名。